# St. Maria und Kilian (Mühlhausen)

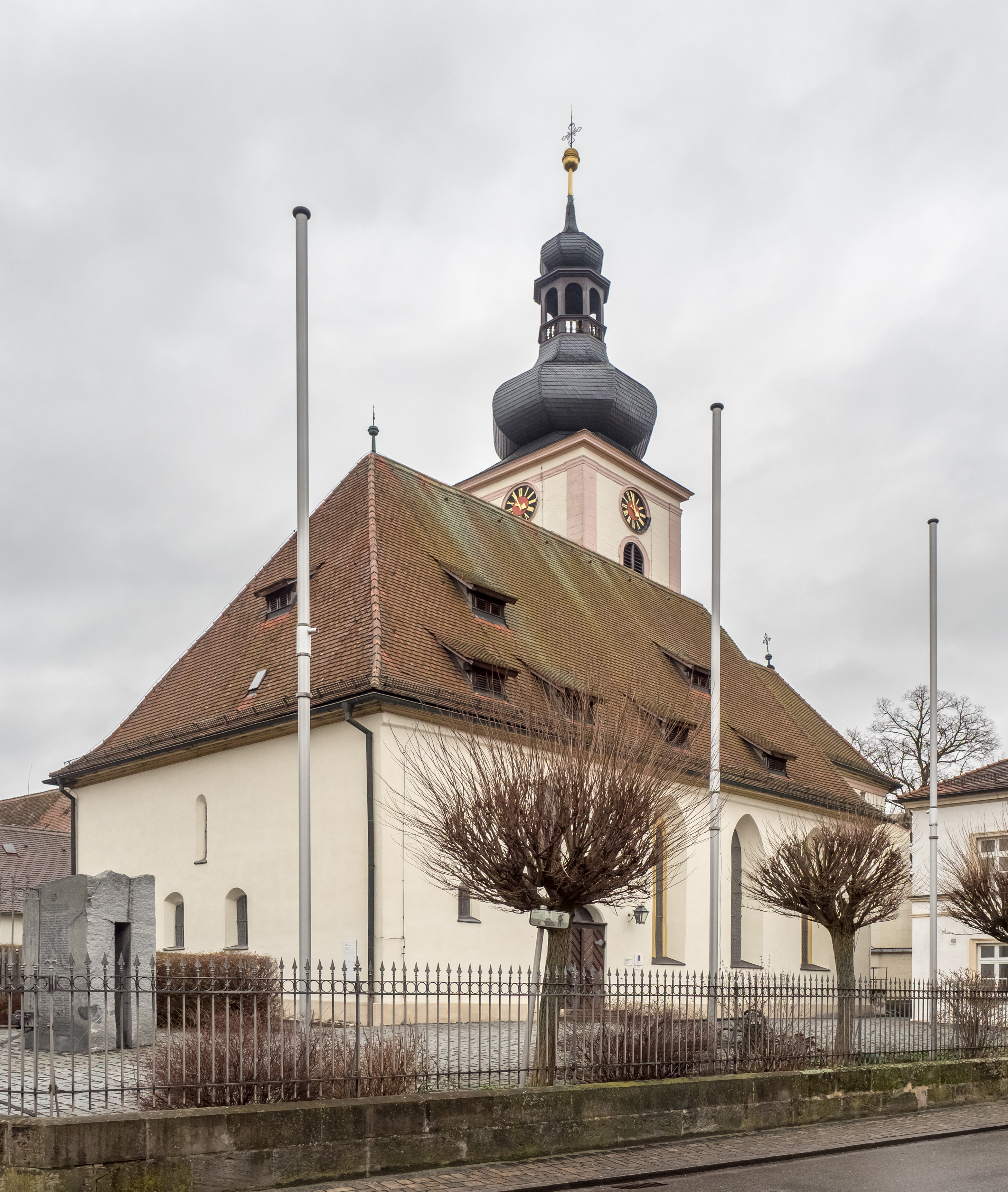
Maria-Kilian-Kirche (Mühlhausen)

Die denkmalgeschützte evangelische Pfarrkirche Maria-Kilian-Kirche steht in Mühlhausen, einem Markt im Landkreis Erlangen-Höchstadt (Mittelfranken, Bayern). Das Bauwerk ist unter der Denkmalnummer D-5-72-143-4 als Baudenkmal in der Bayerischen Denkmalliste eingetragen. Die Kirchengemeinde gehört zum Dekanat Bamberg im Kirchenkreis Bayreuth der Evangelisch-Lutherischen Kirche in Bayern.

## Beschreibung
Die ursprünglich als Wehrkirche gebaute gotische Saalkirche ging aus einer kleineren romanischen Kapelle hervor. Sie besteht aus einem Langhaus, das 1593 errichtet wurde, einem 1474 gebauten Chor mit 5/8-Schluss und dem an dessen Nordwand stehenden Chorflankenturm, der mit drei Geschossen 1467 entstanden ist und 1721 nach einem Entwurf von Johann Georg Kannhäuser um ein Geschoss, das die Turmuhr und den Glockenstuhl beherbergt, aufgestockt und mit einer schiefergedeckten Welschen Haube bedeckt wurde. Um diese Zeit wurde das Langhaus barockisiert. 1781 wurde das Langhaus nach Süden verbreitert, um den Einbau von Emporen zu ermöglichen, wodurch es nicht mehr mit dem Chor in einer Achse steht. 
Der Innenraum des Langhauses ist mit einem hölzernen Tonnengewölbe überspannt, der des Chors mit einem Kreuzrippengewölbe. Am Chorbogen befindet sich das Wappen derer von Egloffstein. Zur neugotischen Kirchenausstattung gehören ein Altar von 1858 und die Kanzel mit ihrem Schalldeckel von 1859. Die Orgel mit 20 Registern auf zwei Manualen und Pedal wurde 1960 von Paul Ott gebaut.